# نهائي كأس التحدي الاسكتلندي 2024
كان نهائي كأس التحدي الاسكتلندي 2024، المعروف أيضًا رسميًا باسم نهائي كأس SPFL Trust Trophy لأسباب الرعاية، مباراة كرة قدم في 24 مارس 2024 بين نادي الدوري الويلزي الممتاز ذا نيو سينتس وفريق البطولة الاسكتلندية أردريونيانز. كان هذا هو النهائي 31 لكأس التحدي الاسكتلندي منذ تنظيمها لأول مرة في عام 1990 للاحتفال بمئوية دوري كرة القدم الاسكتلندي الذي لم يعد موجودًا الآن، والتاسع منذ تشكيل الدوري الاسكتلندي للمحترفين لكرة القدم. لُعبت المباراة في فلكرك. ستكون هذه بالتالي آخر نهائي لكأس التحدي الاسكتلندي يضم فريقًا غير اسكتلندي نظرًا لعدم دعوتهم في الموسم التالي.

## الطريق إلى النهائي

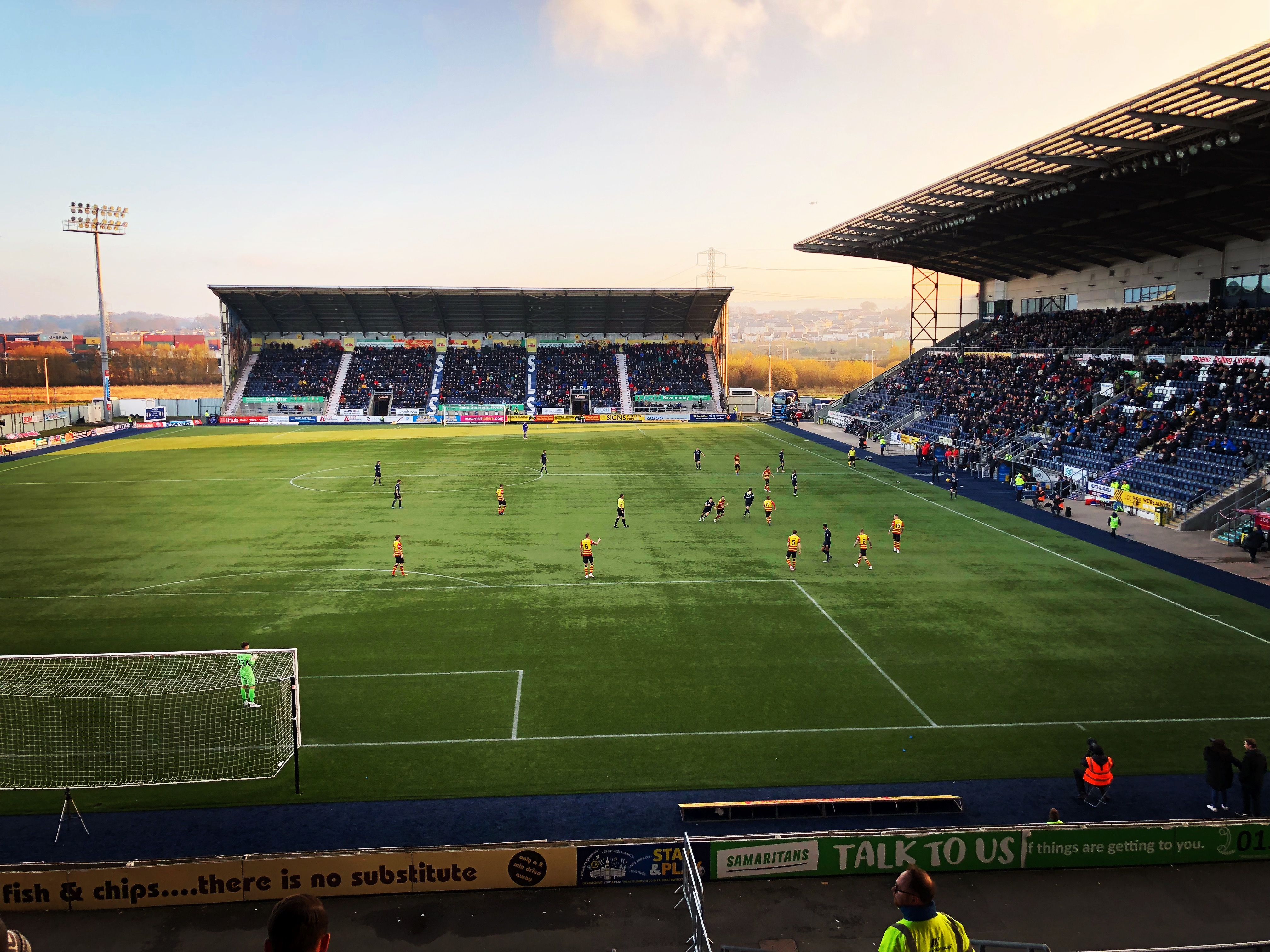
أقيم النهائي في ملعب فلكرك (في الصورة عام 2018)

### ذا نيو سينتس
بدأ ذا نيو سينتس، كفريق مدعو يمثل دوري سيمرو الممتاز، في الدور الثالث حيث واجهوا هيبرنيان بي خارج الديار وفازوا 3–0 في ملعب ميدوبانك. في الجولة التالية لعبوا ضد نادي إيست فيف على أرضهم. في قاعة بارك هول، تقدم ذا نيو سينتس بعد فوزهم 5–4 بركلات الترجيح بعد تعادل 2–2. في ربع النهائي، تغلبوا على نادي اربوراث 4–1 في قاعة بارك هول. في نصف النهائي، لعبوا ضد فلكرك خارج الديار في ملعب فلكرك. فاز ذا نيو سينتس 1–0 ليصبح ثاني فريق ويلزي يصل إلى النهائي بعد نادي كوناهس كواي في 2019. A دخل ذا نيو سينتس هذه المباراة أيضًا سعيًا لمعادلة الرقم القياسي العالمي في عدد الانتصارات المتتالية في جميع المسابقات.
| الجولة       | الخصم                     | النتيجة                        |
| ------------ | ------------------------- | ------------------------------ |
| الدور الثالث | هيبرنيان بي (خارج الديار) | 3–0                            |
| الدور الرابع | إيست فيف (داخل الديار)    | 2–2 (ب.و.إ.) 5–4 (ركلات ترجيح) |
| ربع النهائي  | أربوراث (داخل الديار)     | 4–1                            |
| نصف النهائي  | فلكرك (خارج الديار)       | 1–0                            |

### أردريونيانز
بدأ أردريونيانز أيضًا في الدور الثالث خارج الديار ضد جامعة ستيرلينغ وفاز 3–2 في ملعب فورثبانك. في الجولة التالية لعبوا خارج الديار ضد رينجرز ب وتقدموا بعد فوزهم 4–2 في كابييلو. ثم واجهوا نادي غرينوك مورتون في كابييلو وفازوا 6–5 بركلات الترجيح بعد تعادل 0–0. في نصف النهائي لعبوا خارج الديار ضد ريث روفرز وتقدموا إلى النهائي بعد فوزهم 1–0 في ستارك بارك.
| الجولة       | الخصم                        | النتيجة                        |
| ------------ | ---------------------------- | ------------------------------ |
| الدور الثالث | جامعة ستيرلينغ (خارج الديار) | 3–2                            |
| الدور الرابع | رينجرز ب (خارج الديار)       | 4–2                            |
| ربع النهائي  | غرينوك مورتون (خارج الديار)  | 0–0 (ب.و.إ.) 6–5 (ركلات ترجيح) |
| نصف النهائي  | ريث روفرز (خارج الديار)      | 1–0                            |

## تفاصيل المباراة
| ذا نيو سينتس | 1–2   | أردريونيانز                            |
| ------------ | ----- | -------------------------------------- |
| - كلارك 12'  | تقرير | - ماكسترافيك 22' - تودوروف 67' (ركلة.) |

| The New Saints | Airdrieonians |

| GK            | 25 | كونور روبرتس          |
| RB            | 7  | جوش دانيلز            |
| CB            | 22 | داني ديفيز            |
| CB            | 2  | جوش باسك              |
| LB            | 3  | كريس ماريوت           |
| CM            | 19 | بن كلارك 74'          |
| CM            | 21 | ليو سميث 90'          |
| CM            | 10 | دانيال ريدموند 74'    |
| RW            | 18 | روري هولدن 79'        |
| FW            | 23 | براد يونغ             |
| RW            | 17 | جوردن ويليامز 78'     |
| البدلاء:      |    |                       |
| GK            | 1  | ريس تومسون            |
| DF            | 12 | بلين هادسون           |
| DF            | 26 | جوردن مارشال 79'      |
| MF            | 8  | ريان بروبيل 90'       |
| MF            | 14 | دان ويليامز 74'       |
| MF            | 15 | جاريد هارلوك          |
| FW            | 9  | ديكلان ماكمانوس 74'   |
| FW            | 11 | أدريان سييسليفيتش 78' |
| FW            | 39 | توم جونز              |
| المدرب:       |    |                       |
| كرايغ هاريسون |    |                       |

| GK       | 40 | روبي هيمفري           |
| RB       | 2  | كامي بالانتين         |
| CB       | 16 | كرايغ واتسون          |
| CB       | 6  | كالوم فوردايس         |
| LB       | 5  | ميسون هانكوك          |
| CDM      | 4  | ريس مكابي 45'         |
| RM       | 28 | غافين غالاغر 54'      |
| CM       | 10 | آدم فريزيل            |
| LM       | 21 | شارلي تيلفير          |
| AM       | 12 | ليام ماكسترافيك 61'   |
| FW       | 11 | نيكولاي تودوروف 90+3' |
| البدلاء: |    |                       |
| GK       | 43 | ديفيد هوتون           |
| DF       | 3  | هارون تايلور-سنكلير   |
| MF       | 8  | لويس مكغريغور         |
| MF       | 14 | دين ماكماستر 45'      |
| MF       | 19 | إليوت دنلوب           |
| MF       | 26 | كريس دونيل 61'        |
| FW       | 7  | جوش أوكونور 54'       |
| FW       | 9  | كالوم غالاغر 90+3'    |
| FW       | 23 | غابي مكغيل            |